# 东方文花帖 ～ Bohemian Archive in Japanese Red.
東方文花帖 〜 Bohemian Archive in Japanese Red.（とうほうぶんかちょう 〜 ボヘミアン・アーカイヴ・イン・ジャパニーズ・レッド，ISBN 4-7580-1037-4）为2005年8月一迅社出版的一本东方Project同人志。

## 概述
本书前半部分主要是以東方花映塚中的角色射命丸 文在本系列世界中所办的报纸《（文文新闻）》为主，以此所作的访谈式小说，记述幻想乡的各种八卦事，由ZUN编写，多位插画家提供插画。后半部分收录8位同人画家所作漫画，和ZUN的游戏访谈。附有一张CD，其中包含了東方花映塚 ～ Phantasmagoria of Flower View.的体验版。
后来基于本书设定，ZUN以射命丸文为主角制作了相应的游戏東方文花帖 ～ Shoot the Bullet.。

## 内容

### 风之号外
原作为ZUN，叶庭担任画师的书本序章漫画，讲述射命丸文为了给自己新发行的报纸《文文新闻》打广告，将称为「号外」的创刊号在幻想乡内到处散发的故事。

### 文文新闻
本书的主体，以《文文新闻》的报道，备忘录和射命丸文的风景指南为内容的小说，描述包括東方花映塚之前的Windows版游戏大部分角色，事件和地点，其中还包括東方萃夢想，東方香霖堂和东方三月精的部分角色。。

### 同人漫画
收录8位同人画家所作的漫画。
- ：病
- ：kiriu
- ：比良坂真琴（日语：比良坂真琴）

### 访谈
收录了ZUN关于游戏设计的访谈栏目

## 音乐CD
收录了：
- 東方花映塚 ～ Phantasmagoria of Flower View.的体验版[2]
- 東方文花帖 ～ Shoot the Bullet.使用的3首乐曲
  - （天狗的筆記 ～ Mysterious Note）
  - （風的循環 ～ Wind Tour）
  - （天狗正在凝視著 ～ Black Eyes ）
- 若干电脑墙纸